# Meine Frau, ihre Schwiegereltern und ich
Meine Frau, ihre Schwiegereltern und ich (Originaltitel: Meet the Fockers) ist die Fortsetzung der romantischen Filmkomödie Meine Braut, ihr Vater und ich. Die Hauptrollen spielen erneut Ben Stiller und Robert De Niro, neu hinzugekommen sind Dustin Hoffman und Barbra Streisand. Der Film startete am 17. Februar 2005 in den deutschen Kinos und erschien am 4. August 2005 auf DVD.

## Handlung
Nachdem Ex-CIA-Agent Jack Byrnes dem Krankenpfleger Gaylord „Greg“ Focker die Erlaubnis zur Heirat seiner Tochter Pam Byrnes gegeben hat, will Jack nun auch die Eltern von Greg kennenlernen. Dazu fährt Greg mit seiner Verlobten Pam zu seinen zukünftigen Schwiegereltern nach New York. Dort angekommen erfahren sie, dass die gemeinsame Weiterreise nach Miami zu den Fockers in Jacks luxuriösen Wohnmobil stattfinden soll. Mit von der Partie ist auch Jacks Enkel, genannt „Little Jack“, der kleine Sohn von Pams Schwester, die mit ihrem Mann in die Flitterwochen verreist ist.
Gregs Eltern Bernie und Roz Focker sind das genaue Gegenteil des konservativen Jack und seiner Frau Dina: Bernie hat mit seinem Job als Anwalt früh aufgehört, um seinen Sohn zu Hause aufzuziehen, seine Frau Roz ist Sexualtherapeutin für Senioren. Auch die Haustiere der beiden ungleichen Familien scheinen sich nicht zu verstehen: Als „Moses“ (der Hund der Fockers) im Wohnmobil auf „Mr. Jinx“ (die Katze der Byrnes) trifft, kommt es zu einer wilden Verfolgungsjagd, an deren Ende die Katze den kleinen Hund im Wohnmobil-WC hinunterspült. Um das Leben des Hundes zu retten, reißt Bernie das Klo aus der Verankerung, was wiederum beim Wohnmobil-Besitzer Jack für schlechte Stimmung sorgt.
Am nächsten Tag ist sich Pam sicher, dass sie schwanger ist. Sie bittet ihren Verlobten Greg, den anderen nichts zu verraten; sie befürchtet wegen einer Schwangerschaft vor der Eheschließung Streit mit ihrem konservativen Vater.
Roz beginnt, Dina Tipps zu geben, wie sie die Beziehung mit ihrem hölzernen Gatten Jack etwas auflockern und das eingeschlafene Sexualleben wieder in Schwung bringen könnte. Bernie fährt in der Zwischenzeit mit Jack zu Jorge Villalobos, den er ihm für die Reparatur seines Wohnmobils empfohlen hat. Jorge ist der Sohn von Isabel, der Haushälterin der Fockers. Bernie hatte am Abend davor in seiner unverblümten Offenheit davon erzählt, dass sein Sohn Greg mit 19 Jahren seine Jungfräulichkeit an Isabel verloren habe.
Als Jack den jungen Jorge sieht, entdeckt er eine gewisse Ähnlichkeit der Gesichtszüge mit Greg. Als er dann noch erfährt, dass Jorge 15 Jahre alt ist und seinen Vater nicht kennt, wächst in ihm der Verdacht, dass es sich bei ihm um ein uneheliches Kind seines zukünftigen Schwiegersohnes Greg handelt.
Aus seiner getarnten Kommunikationszentrale im Wohnmobil kontaktiert Jack ehemalige CIA-Kollegen, die anhand einer DNA-Analyse seinen Verdacht erhärten sollen. Um DNA-Material zu erhalten, lädt er Jorge zur geplanten Feier der Fockers am nächsten Tag ein. Zusätzlich injiziert er Greg während der Feier ein Wahrheitsserum, um von ihm ein Geständnis zu erzwingen.
Durch das Wahrheitsserum erfahren alle von Pams Schwangerschaft. Auch die vermeintliche Vaterschaft von Jorge gibt Greg zu. Greg selber erinnert sich am nächsten Morgen zunächst nicht mehr an die Ereignisse des Vortages und versteht nicht, warum Pam wütend auf ihn ist und Jack nach einem Streit vorzeitig abfährt. Während der Autofahrt erhält er die Ergebnisse der DNA-Analyse: Greg ist nicht der Vater von Jorge. Daraufhin entscheidet sich Jack umzukehren.
In der Zwischenzeit sind Greg und Bernie, die Jack im Auto nachgefahren waren, von einem übereifrigen Polizeibeamten wegen einer Kleinigkeit verhaftet worden. Als Jack das mitbekommt, will er beide aus ihrer misslichen Lage befreien und wird dabei ebenfalls verhaftet. Im Gefängnis versöhnen sich Bernie und Jack wieder und dank eines Richters, der zufällig ein dankbarer Patient von Roz’ Sexualtherapie ist, kommen sie frei und halten gleich am folgenden Wochenende die Hochzeit ab. So werden die Byrnes ein Wochenende lang „fockerisiert“ und am Ende sind sie eine große, sich liebende Familie.

## Kritiken
„Mittelmäßige, inszenatorisch lieblose Komödie mit eher derben, wenig originellen Gags auf dem Niveau einschlägiger Teenager-Possen. Nur dank der Routine der renommierten Darsteller entstehen einige amüsante Momente.“

„Frische und Eigenständigkeit des ersten Films sind etwas verloren gegangen, aber mangelnde Originalität ersetzen Dustin Hoffman und Barbra Streisand in den Rollen von Gaylords lebenslustigen Hippie-Eltern Bernie und Roz.“

„Nach dem Erfolg des übertriebenen Klamauks ‚Meine Braut, ihr Vater und ich‘ folgt nun die Fortsetzung der Geschichte. Zum Glück halten sich diesmal die Übertreibungen in Grenzen und nach vorhersehbarer Story steht am Ende der Sieg von Toleranz und Lässigkeit. Doch das größte Plus der Komödie erzielt eindeutig das (erneute, aber diesmal komische) Aufeinandertreffen der Schauspielgiganten Robert De Niro und Dustin Hoffman, sowie der nach längerer Abwesenheit gelungene Auftritt von Barbra Streisand als Sex-Therapeutin Roz Focker.“

## Produktion
Der Film ist wie der erste Teil, eine Koproduktion von Universal Pictures, DreamWorks SKG, sowie Tribeca Productions und Everyman Pictures. Die Kinoverleihrechte für die USA teilen sich Universal und DreamWorks, über das Gemeinschaftsunternehmen United International Pictures, vertreiben sie den Film in den Kinos anderer Länder.
Das Budget betrug 80 Millionen US-Dollar. Der Film spielte alleine am Startwochenende in den USA über 46 Millionen ein. Das Gesamteinspielergebnis liegt bei über 515 Millionen Dollar, davon waren es 54,03 % (279 Millionen Dollar) in den USA. Der Film erzielte das höchste Einspielergebnis aller Robert-De-Niro-Filme.

## Dreh
Meine Frau, ihre Schwiegereltern und ich wurde vom 29. März bis Juni 2004 gedreht. Als Drehorte dienten die Städte Chicago, Los Angeles, Miami, New York, Pasadena und auf dem Ontario International Airport. Innenaufnahmen entstanden u. a. in den Universal Studios in Universal City.
In den Vereinigten Staaten wurde ein Extended Cut auf DVD veröffentlicht, der im NTSC-Format rund sieben Minuten länger ist als die Kinofassung.

## Synchronisation
Der Film wurde bei der Berliner Synchron vertont. Lutz Riedel schrieb das Dialogbuch und führte auch die Dialogregie.
| Rolle                 | Schauspieler     | Synchronsprecher   |
| --------------------- | ---------------- | ------------------ |
| Jack Byrnes           | Robert De Niro   | Christian Brückner |
| Dina Byrnes           | Blythe Danner    | Judy Winter        |
| Gaylord „Greg“ Focker | Ben Stiller      | Oliver Rohrbeck    |
| Bernie Focker         | Dustin Hoffman   | Joachim Kerzel     |
| Roz Focker            | Barbra Streisand | Dagmar Heller      |
| Pamela Martha Byrnes  | Teri Polo        | Katrin Fröhlich    |
| Kevin Rawley          | Owen Wilson      | Johannes Berenz    |
| Isabel Villalobos     | Alanna Ubach     | Iris Artajo        |
| Jorge Villalobos      | Ray Santiago     | Nicolás Artajo     |

## Fortsetzung
Der dritte Teil wurde im englischen Sprachraum unter dem Titel Little Fockers veröffentlicht. In Deutschland lief der Film unter dem Titel Meine Frau, unsere Kinder und ich am 23. Dezember 2010 in den Kinos an.

## Auszeichnungen
- Dustin Hoffman erhielt den MTV Movie Award für die beste Comedy-Szene.
- Randy Newman erhielt einen ASCAP Award in der Kategorie Top Box Office Films.
- Die Deutsche Film- und Medienbewertung FBW in Wiesbaden verlieh dem Film das Prädikat „besonders wertvoll“.[11]